# Jo McGilchrist
Pas d'image ? Cliquez ici

a Compétitions nationales et continentales officielles uniquement.

b Matchs officiels uniquement.
Dernière mise à jour le 17 juin 2025.
Joanna McGilchrist, née le 27 août 1983, est une joueuse anglaise de rugby à XV, occupant le poste de deuxième ligne.

## Carrière
Joanna McGilchrist ne commence à pratiquer le rugby qu'en 2004. Elle joue en club avec les London Wasps (en). Elle a fait ses débuts internationaux avec l'équipe d'Angleterre contre l'Écosse, à l'occasion du Tournoi des Six Nations 2007, et participe aux Coupes du monde 2010 et 2014. Elle met un terme à sa carrière sportive après le titre de championne du monde en 2014.

## Palmarès
- 63 sélections en équipe d'Angleterre entre 2007 et 2014.
- Championne du monde en 2014.